# Тадеуш Конвицки
Тадѐуш Конвѝцки (на полски: Tadeusz Konwicki) е полски писател прозаик, филмов режисьор и сценарист. През 1958 година е отличен с Гран при на Венецианския филмов фестивал за филма „Последният ден на лятото“ (на полски: Ostatni dzień lata). Романът му „Малък апокалипсис“ (на полски: Mała apokalipsa, 1979) е определян за едно от най-значимите произведения на източноевропейската следвоенна литература.
По време на Втората световна война е войник в редиците на Армия Крайова.

## Филмография
- Kariera (1954) – сценарий в съавторство с Кажимеж Сумерски
- Zimowy zmierzch (1956) – сценарий
- Ostatni dzień lata (1958) – режисура и сценарий
- Matka Joanna od Aniołów (1960) – сценарий в съавторство с Йежи Кавалерович
- Zaduszki (1961) – режисура и сценарий
- Salto(1965) – режисура и сценарий
- Faraon (1966) – сценарий в съавторство с Йежи Кавалерович
- Jowita (1967) – сценарий
- Jak daleko stąd, jak blisko (1971) – режисура и сценарий
- Austeria (1982) – сценарий в съавторство с Йежи Кавалерович и Юлиан Стрийковски
- Dolina Issy (1982) – режисура и сценарий
- Kronika wypadków miłosnych (1985) – сценарий
- Lawa (1989) – режисура и сценарий